# مجلس النواب الكولومبي
مجلس النواب الكولومبي يشير إلى المجلس الأدنى الكولومبي، أما المجلس الأعلى فهو مجلس الشيوخ الكولومبي وهو أحد مجلسي الكونغرس. ويتألف المجلس من 166 ممثلا منتخبا لمدة أربع سنوات. يتم انتخاب 161 ممثلا عن طريق الاقتراع العام المباشر في 32 إقليما كولومبيا. ويتم انتخاب كولومبيين اثنين من أصل أفريقي في الدائرة الانتخابية الخاصة، وممثل واحد يمثل الكولومبيين في الخارج وآخر يمثل السكان الأصليين وآخر يمثل المجتمعات التي ليس لها تمثيل برلماني.

## أنظر كذلك
- التاريخ الدستوري لكولومبيا
- قائمة رؤساء مجلس الشيوخ في كولومبيا
- الكونغرس الكولومبي
- مجلس الشيوخ الكولومبي
- السياسية في كولومبيا
- مجالس الدول التشريعية